# Groovement
株式会社Groovement （グルーブメント、英:  Groovement Inc. ）は、東京都 渋谷区に本社を置く、プロフェッショナルに特化した人材ソリューションサービスと経営コンサルティングを提供する会社である。浴野真志により2021年に設立された。
フリーランスの経営コンサルタント向け案件マッチングサービスの運営や、戦略 コンサルティングや戦略定着までの実行支援、企業向け研修サービスの提供などを手掛ける。

## 概要
事業内容は、フリーランスの経営コンサルタント向け案件マッチングサービス「Strategy Consultant Bank/ IT Consultant Bank」、戦略コンサルティングサービス「Groovement Consulting」、企業向け研修サービス「Pro Essence」などを提供。
「”プロフェッショナル”を再定義する」をミッションに掲げる。
マッキンゼー・アンド・カンパニー、デロイトトーマツコンサルティング、 野村総合研究所、FIELD MANAGEMENT STRATEGYなどの出身者が多数在籍。
2024年よりプロバスケットボールリーグ「B.LEAGUE（B1リーグ）」に所属する、サンロッカーズ渋谷をオフィシャルパートナーとして支援。
2024年よりコミュニティ放送局「渋谷のラジオ」にてメンバーがパーソナリティを務める「渋谷のスタートアップ」がスタート。

## 歴史
2021年2月「株式会社Groovement」設立
2021年6月「Strategy Consultant Bank」をローンチ
2023年3月 東京都渋谷区にオフィス移転
2023年7月 経営コンサルティングサービス「Groovement Consulting」をローンチ
2023年11月「IT Consultant Bank」をローンチ
2023年12月 書籍『フリーランスコンサルタントの教科書』発売
2024年2月 審査を通過したフリーコンサルタントが1,000名を突破
2024年3月 「Pro Essence」をローンチ
2024年9月「ProEssence」 サービスローンチ４ヵ月で総受講者数2,000名突破
2025年1月 第4期（2025年1月期）における売上高が10億円を突破

## 出版物
- フリーランスコンサルタントの教科書（クロスメディア・パブリッシング 浴野真志／高倉諒一 著）